# Friedrich Dettweiler
Friedrich Dettweiler (* 28. August 1864 in Bindsachsen, Großherzogtum Hessen; † 9. Mai 1939 auf Schloss Reichenberg (Odenwald)) war ein deutscher Tierzüchter.

## Leben
Friedrich Dettweiler war ein Sohn des Domänenpächters Christian Dettweiler (1831–1893). Die Familie gehörte zu den Mennoniten. Nach dem Abitur in Mainz 1883 war Dettweiler sechs Jahre auf verschiedenen Gütern tätig. 1886 wurde er im Corps Hansea Bonn aktiv. 1889 wurde er Erster Assistent beim Generalsekretariat des Landwirtschaftlichen Zentralvereins für Rheinpreußen. 1893 ging er als Sekretär zum Verband der badischen landwirtschaftlichen Konsumvereine, Karlsruhe und pachtete das Universitätsgut Gieshügel bei Würzburg. Nach einer theoretischen Ausbildung in Poppelsdorf und Gießen wurde er Diplom-Landwirtschaftslehrer. Von 1899 bis 1903 war er Tierzuchtinspektor in Darmstadt.
Ab 1903 studierte er an der TH Darmstadt, der Friedrichs-Universität Halle und der Universität Rostock Biologie, Agrarwissenschaften und Nationalökonomie. 1905 wurde er in Rostock mit einer von Richard Ehrenberg betreuten Dissertation zum Dr. phil. promoviert. Im selben Jahr wurde er zum Landes-Tierzuchtinspektor für Mecklenburg-Schwerin ernannt. 1908 habilitierte er sich für Tierproduktionslehre und wurde Privatdozent. 1914 zog er in den Ersten Weltkrieg. 1920 gehörte er zu den Rostocker Dozenten, die den Kapp-Putsch aktiv unterstützten. Die Universität Rostock ernannte ihn dennoch 1921 zum außerplanmäßigen (nicht besoldeten) a.o. Professor. Nach einer Studienreise blieb er ab 1923 als Fremdenführer und Pächter verschiedener Güter in der Türkei. 1924 verzichtete er auf die Rostocker Venia legendi. 1928 kehrte er nach Deutschland zurück. Als Rentier lebte er noch elf Jahre. Er war verheiratet mit Luise Dettweiler, geborene Janentzky. Sein 1915 geborener Sohn ist der Apotheker, Psychotherapeut und Graphologe Christian Friedrich Dettweiler.

## Ehrungen
- Titel Geheimer Ökonomierat (1915)
- Eisernes Kreuz am weißen Bande (1915)[8]
- Max-Eyth-Denkmünze der Deutschen Landwirtschafts-Gesellschaft

## Werke
- Die deutsche Ziege. Beschreibung der Ziegenzucht Deutschlands auf Grund von Erhebungen der Deutschen Landwirtschafts-Gesellschaft. Berlin 1902.
- Die Simmenthaler und ihre Zucht. Leipzig 1902.
- mit Karl Müller: Lehrbuch der Schweinezucht. Körperbau, Schläge, Züchtung, Nutzung und Haltung des Schweines. Berlin 1924.